# Николаевский (Милютинский район)
Никола́евский — хутор в Милютинском районе Ростовской области.
Входит в состав Николо-Березовского сельского поселения.

## Население
| 2010 |
| ---- |
| 319  |

По состоянию на 2011 год числится 323 жителя, среди которых: пенсионеров — 96, работающих — 92.

## Улицы
| - ул. Василевка, - ул. Мира, - ул. Молодёжная, - ул. Первомайская, - ул. Поповка, - ул. Почтовая, | - ул. Прохладная, - ул. Степная, - ул. Центральная, - пер. Бригадный, - пер. Луговой. |

## Инфраструктура
На хуторе имеется отделение почтовой связи.